# Tamara Ustinov
Tamara „Tammy“ Ustinov (* 25. Juli 1945 in London) ist eine britische Film- und Theaterschauspielerin.

## Leben
Tamara Ustinov wurde 1945 als einzige Tochter der Ehe von Sir Peter Ustinov und Isolde Denham in London geboren. Ihre Tante ist die Schauspielerin Angela Lansbury und ihr Großvater der Autor und Regisseur Reginald Denham. Aus einer späteren Ehe ihres Vaters hat sie noch drei Halbgeschwister, darunter den Bildhauer Igor Ustinov.
Nach ersten Erfahrungen mit der Schauspielerei in Schulauftritten wandte sie sich verstärkt dem Theater zu. Es folgten Auftritte im Londoner Theaterviertel West End, im Traverse Theatre in Edinburgh, im Royal Court Theatre, im Young Vic, im Birmingham Rep und im New Yorker Circle in the Square Theatre.
Einem größeren Publikum wurde sie allerdings schon in den 1970er Jahren mit ihren Rollen in den britischen Horrorfilmen In den Krallen des Hexenjägers und Das Grab der blutigen Mumie bekannt.
Darüber hinaus übernahm sie regelmäßig kleinere Rollen in zahlreichen britischen Fernsehproduktionen, wie in der deutsch-britischen Fernsehserie Paul Temple an der Seite von Francis Matthews und Ros Drinkwater.
Sie ist seit 1989 mit dem Schauspieler Malcolm Rennie verheiratet.

## Filmografie (Auswahl)
- 1970: Comedy Playhouse (Fernsehserie)
- 1971: In den Krallen des Hexenjägers (The Blood on Satan’s Claw)
- 1971: Paul Temple (Fernsehserie)
- 1971: Das Grab der blutigen Mumie (Blood from the Mummy’s Tomb)
- 1972: ITV Playhouse (Fernsehserie)
- 1973: The Pathfinders (Fernsehserie)
- 1983: Jim Bergerac ermittelt (Bergerac) (Fernsehserie)
- 1983: Skorpion (Fernsehserie)
- 1984: Die unglaublichen Geschichten von Roald Dahl (Tales of the Unexpected) (Fernsehserie)
- 1985: Drummonds (Fernsehserie)
- 1995: Ruth Rendell Mysteries (Fernsehserie)
- 1996: Kavanagh QC (Fernsehserie)
- 2001: Doctors (Fernsehserie, 1 Folge)
- 2001: Casualty (Fernsehserie, 1 Folge)
- 2003: The Last Horror Movie
- 2005: Hex (Fernsehserie)
- 2009: Into the Light (Kurzfilm)